# Poljica
Poljica (italsky Poglizza) je vesnice, přímořské letovisko a turisty často vyhledávaná lokalita v Chorvatsku ve Splitsko-dalmatské župě, spadající pod opčinu Marina. Nachází se u Marinského zálivu, asi 9 km západně od Trogiru a asi 31 km severozápadně od Splitu. V roce 2011 zde trvale žilo 681 obyvatel.
Poljica byla po většinu času malou vesničkou s přibližně třiceti obyvateli. Velký růst obyvatel začal v roce 1981, kdy zde z 26 obyvatel stoupl počet obyvatel na 158 obyvatel, a od té doby výrazně stoupá; v roce 1991 zde žilo 341 obyvatel, v roce 2001 již 551, a v roce 2011 žilo v Poljici 681 obyvatel. Během letní sezóny díky přílivu turistů tento počet několikanásobně stoupá, ale zvyšuje se i počet trvalých obyvatel.
Sousedními vesnicemi jsou Marina, Seget Vranjica a Vrsine.

## Fotogalerie

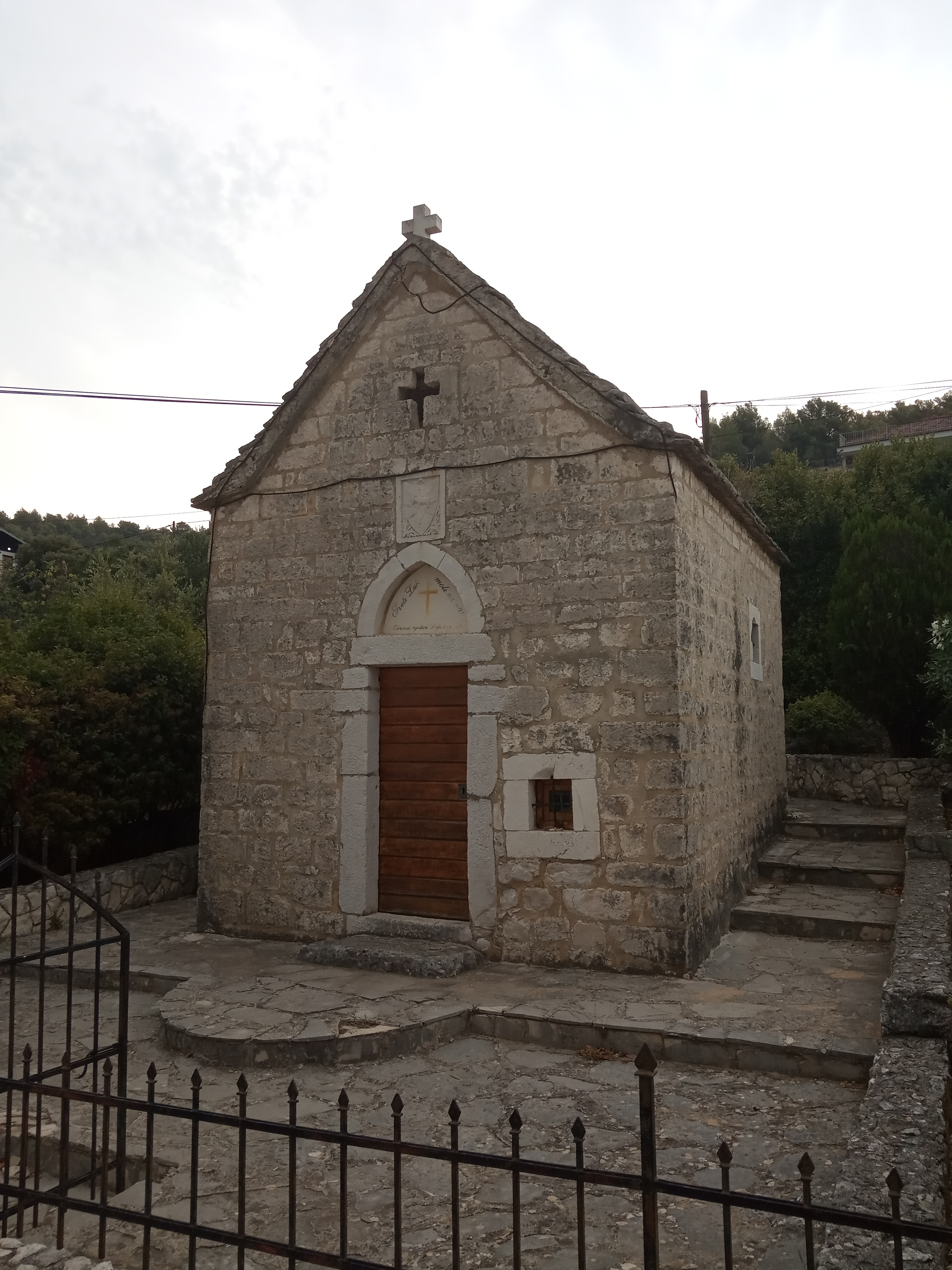
Kostelík sv. Lukáše
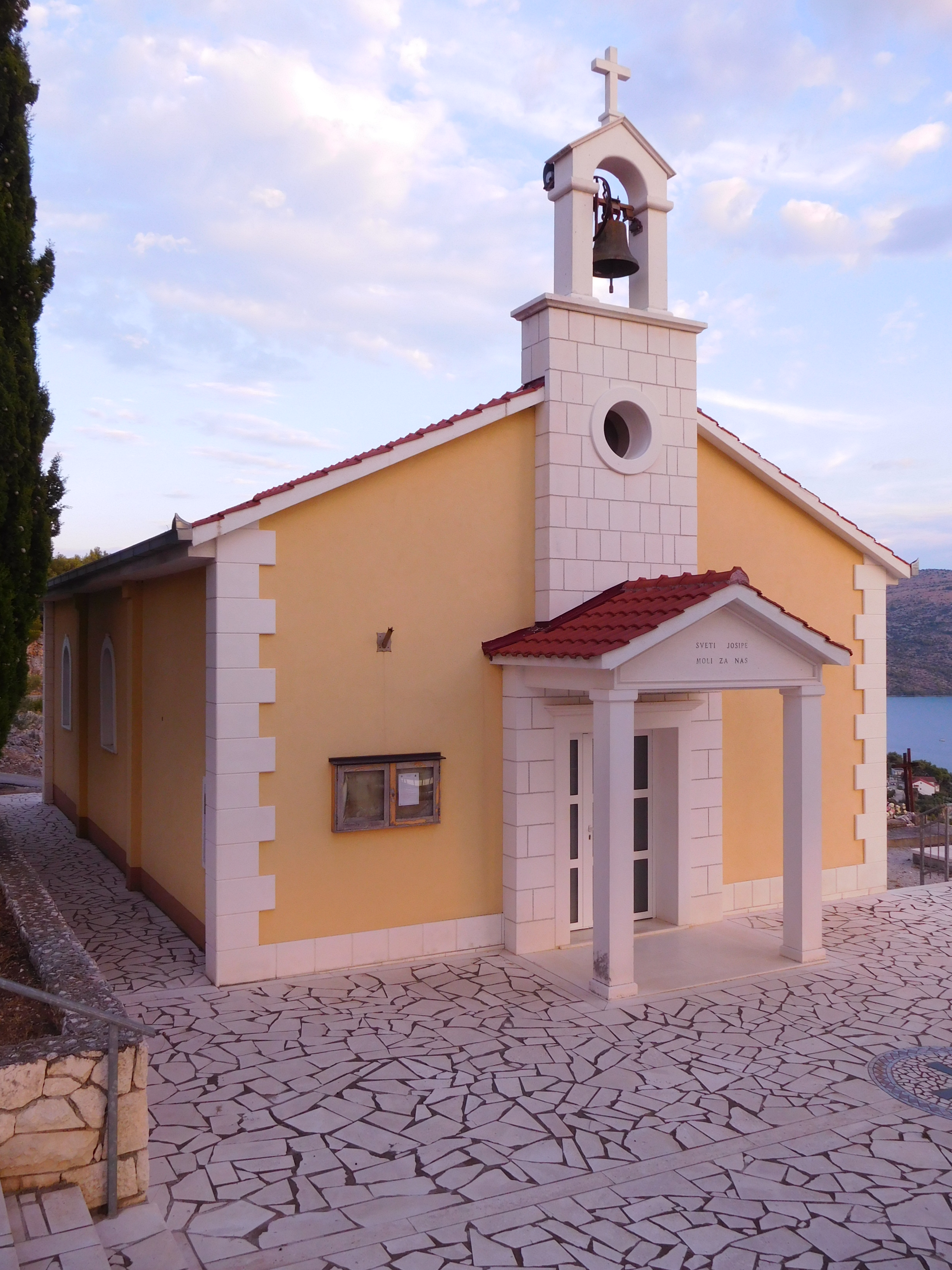
Kostel sv. Josefa
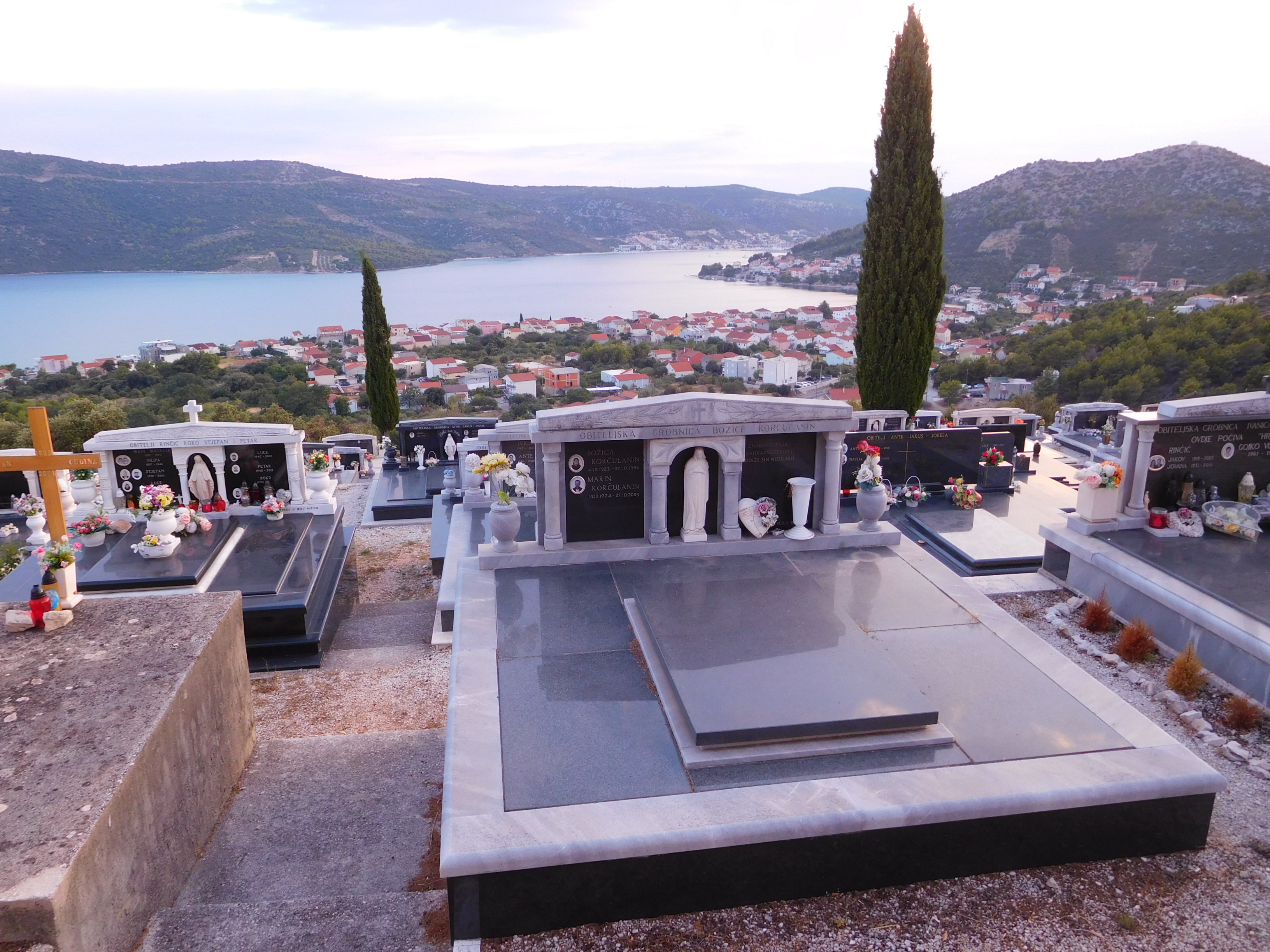
Hřbitov na vrchu Gorač + celkový pohled na Poljici v pozadí
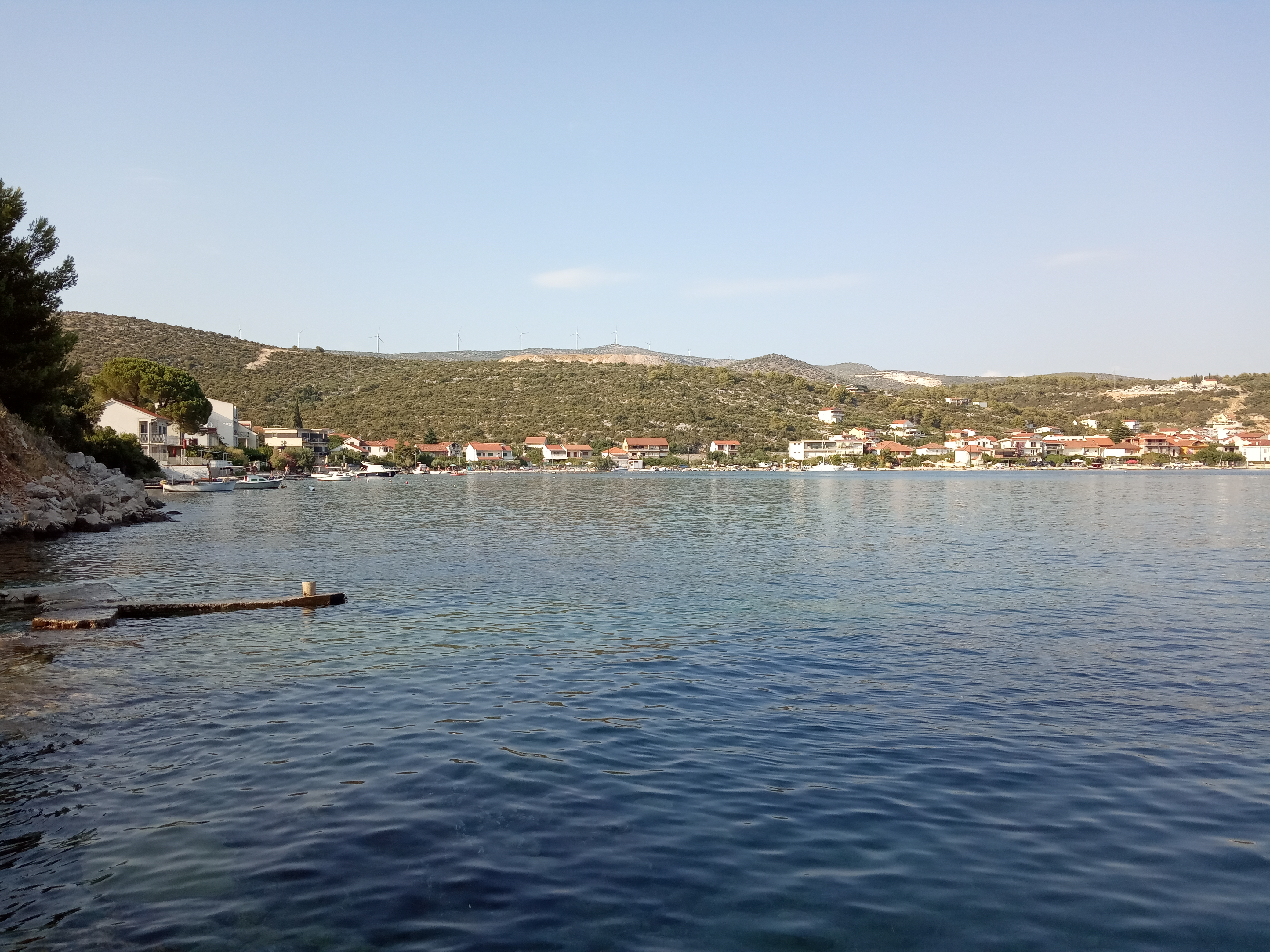
Zátoka Poljica
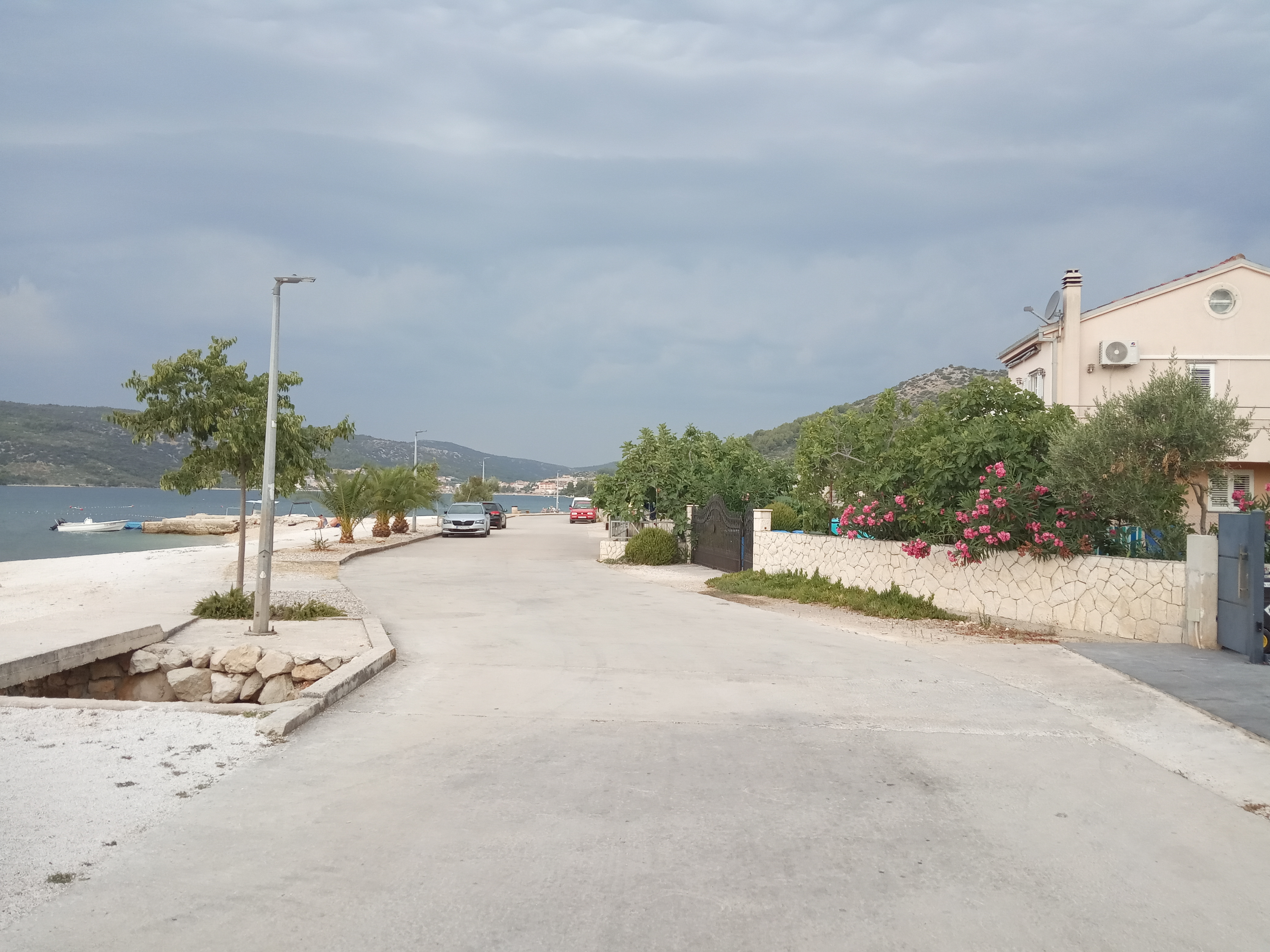
Promenáda u pláže